# John Anthony King Mussio

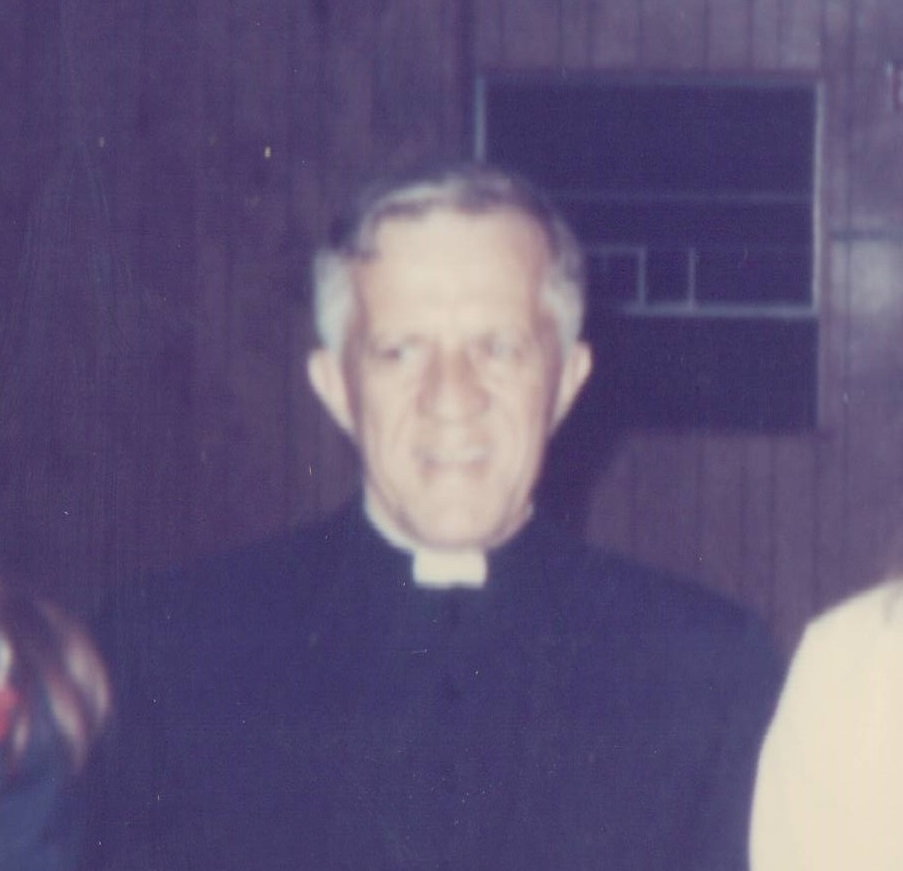
John Anthony King Mussio

John Anthony King Mussio (* 13. Juni 1902 in Cincinnati, Ohio, USA; † 15. April 1978) war der erste Bischof von Steubenville.

## Leben
John Anthony King Mussio wuchs in Cincinnati auf, wo er 1924 die Xavier University, Ohio als Bachelor abschloss. Er setzte seine Studien an der Notre Dame University fort und erlangte dort den Magistergrad. Daneben studierte er auch Musik am Konservatorium von Cincinnati. Von 1925 bis 1930 lehrte er Englische Sprache und Literatur an der Xavier University, bis er 1930 in das Priesterseminar von Cincinnati eintrat. Sein Theologiestudium absolvierte er am Seminar in Norwood, Ohio. Dort empfing er am 15. August 1935 das Sakrament der Priesterweihe durch den Erzbischof von Cincinnati, John Timothy McNicholas OP. Danach arbeitete er kurze Zeit als Seelsorger und Lehrer in Cincinnati. Er führte seine Studien u. a. am Collegium Angelicum in Rom fort, wo er 1939 einen Doktorgrad in Kanonischem Recht erlangte. In demselben Jahr wurde er stellvertretender Generalvikar und 1942 Generalvikar der Erzdiözese Cincinnati, daneben unterrichtete er Kirchenrecht am Priesterseminar. Im Juni 1942 wurde er zum Päpstlichen Kammerherrn ernannt.
Am 10. März 1945 ernannte ihn Papst Pius XII. zum Bischof von Steubenville. Der Erzbischof von Cincinnati, John Timothy McNicholas, spendete ihm am 1. Mai desselben Jahres die Bischofsweihe; Mitkonsekratoren waren der Bischof von Columbus, Michael Joseph Ready, und der Weihbischof in Cincinnati, George John Rehring. Im Januar 1949 wurde er von der Notre Dame University zum Ehrendoktor ernannt. Papst Johannes XXIII. ernannte ihn am 8. Juni 1960 zum Päpstlichen Thronassistenten.
Am 27. September 1977 nahm Papst Paul VI. das von John Anthony King Mussio aus Altersgründen vorgebrachte Rücktrittsgesuch an.